# Marián Hossa
Marián Hossa (* 12. Januar 1979 in Stará Ľubovňa, Tschechoslowakei) ist ein ehemaliger slowakischer Eishockeyspieler. Der rechte Flügelstürmer verbrachte den Großteil seiner Karriere in der National Hockey League bei den Ottawa Senators, die ihn im NHL Entry Draft 1997 an zwölfter Position ausgewählt hatten, sowie bei den Chicago Blackhawks, mit denen er in den Jahren 2010, 2013 und 2015 den Stanley Cup gewann. In Chicago wird seine Trikotnummer 81 nicht mehr vergeben. In der Zwischenzeit war er für die Atlanta Thrashers, Pittsburgh Penguins und Detroit Red Wings aktiv, sodass er insgesamt über 1300 Spiele absolvierte und dabei über 1000 Scorerpunkte erzielte. Mit der slowakischen Nationalmannschaft nahm er an vier Olympischen Winterspielen sowie zahlreichen Weltmeisterschaften teil. Nachdem er die Saison 2017/18 bereits ausgefallen war, beendete Hossa seine aktive Karriere aufgrund einer Hauterkrankung. Im Jahr 2020 wurde er mit der Aufnahme in die Hockey Hall of Fame ausgezeichnet.

## Karriere
Marián Hossa begann seine Karriere in der slowakischen Nachwuchsliga beim HC Dukla Trenčín, wo er mit 91 Punkten in 53 Spielen bereits seine Fähigkeiten als Scorer präsentieren konnte. In der Saison 1996/97 war er als 17-Jähriger bereits fester Bestandteil der Profimannschaft aus der slowakischen Extraliga und kam auf 25 Tore und 19 Assists. Da er zudem als einer der jüngsten Teilnehmer bei der Weltmeisterschaft 1997 für die slowakische Nationalmannschaft spielte, machte er auch international auf sich aufmerksam, sodass er im NHL Entry Draft 1997 von den Ottawa Senators in der ersten Runde an Position zwölf ausgewählt wurde.
Hossa wechselte daraufhin schon im Herbst 1997 nach Nordamerika, wo er die folgende Saison bei den Portland Winter Hawks, die ihn beim CHL Import Draft 1997 in der ersten Runde als insgesamt fünften Spieler gezogen hatten, aus der kanadischen Juniorenliga WHL absolvieren sollte. Auch hier konnte er sich sofort etablieren und war zusammen mit Todd Robinson und Brenden Morrow einer der Führungsspieler der Winter Hawks. Die Mannschaft belegte am Ende der regulären Saison den ersten Platz in der Liga und Hossa hatte in 53 Ligaspielen 45 Tore erzielt sowie 40 weitere vorbereitet. Auch in den Playoffs zeigte er seine gute Form, war mit 13 Toren der beste Torschütze der Mannschaft, die am Ende nach einem Finalsieg gegen die Brandon Wheat Kings den President’s Cup gewinnen konnten. Sie gewannen schließlich auch das darauffolgende Memorial-Cup-Turnier und Marián Hossa erhielt nach Abschluss der Saison mehrere Auszeichnungen. So wurde er in die First All-Star Teams der WHL, der CHL und der Memorial-Cup-Finalrunde berufen und mit der Jim Piggott Memorial Trophy als bester Rookie der WHL ausgezeichnet.

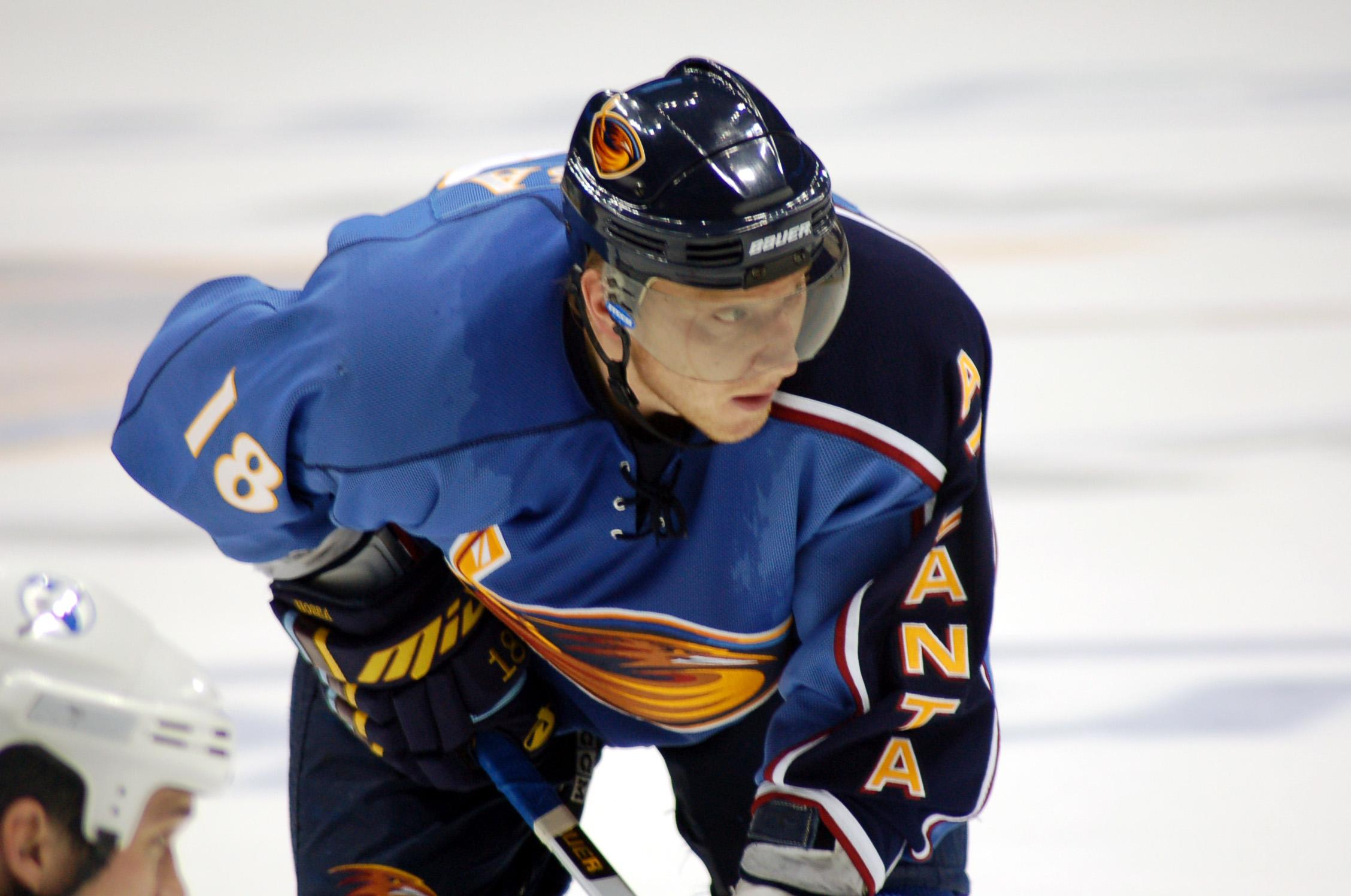
Hossa im Trikot der Atlanta Thrashers

Nachdem er bereits in seinem Jahr in der WHL für kurze Zeit in den Kader der Ottawa Senators geholt wurde und sein NHL-Debüt gegeben hatte, gehörte er ab der Saison 1998/99 zum Stammkader der Mannschaft. Jedoch zog er sich bereits zu Saisonbeginn eine Knieverletzung zu, sodass er 22 Spiele verpasste. Hauptsächlich wurde er in seiner Debütsaison in einer defensivausgerichteten Formation eingesetzt, kam am Ende auf 15 Tore und 15 Assist und wurde ins NHL All-Rookie Team gewählt sowie für die Calder Memorial Trophy als bester Neuprofi nominiert.
1999/2000 entwickelte er seine Scorerfähigkeiten weiter und erzielte 56 Punkte, womit er drittbester Scorer der Mannschaft war und mit seinen 29 Toren führte er das gesamte Team an. Allerdings blieb Hossa die Saison nicht nur positiv in Erinnerung. In einem Spiel gegen die Toronto Maple Leafs traf er den gegnerischen Verteidiger Bryan Berard mit dem oberen Ende des Schlägers versehentlich ins Auge. Durch die Verletzung verlor Berard den Großteil seiner Sehfähigkeit auf dem betroffenen Auge, konnte später aber wieder in die NHL zurückkehren.
In der Folge entwickelte sich Hossa immer mehr zu einem Führungsspieler der Senators und gehörte in den folgenden zwei Spielzeiten mit 75 und 66 Punkten zu den besten Scorern in der Mannschaft, was ihm 2001 auch eine erste Einladung zum NHL All-Star Game verhalf. Nachdem er sich somit in der eigenen Mannschaft als einer der besten Spieler etabliert hatte, rückte er auch innerhalb der Liga langsam an die Spitze. In der Saison 2002/03 war er zum ersten Mal punktbester Spieler seines Teams und mit 45 Toren viertbester Torschütze der NHL, womit er der Mannschaft zur Spitzenposition innerhalb der regulären Saison und dem Gewinn der Presidents’ Trophy verhalf. In den Playoffs führte er das Team mit 16 Punkten bis ins Finale der Eastern Conference, wo sie jedoch an den New Jersey Devils scheiterten.
In der Saison 2003/04 stellte Hossa mit 82 Punkten eine neue persönliche Bestleistung auf, belegte damit den fünften Rang der Scorerwertung und mit 36 Toren den sechsten Platz in der Torschützenliste der NHL. In den Playoffs konnte er jedoch nur teilweise an diese Form heranreichen und die Senators scheiterten bereits in der ersten Runde.
Da die NHL-Saison 2004/05 wegen des Lockouts abgesagt wurde, wechselte Hossa nach Europa, wo er das Jahr bei seinem Heimatverein HC Dukla Trenčín und in der schwedischen Elitserien beim Mora IK spielte.

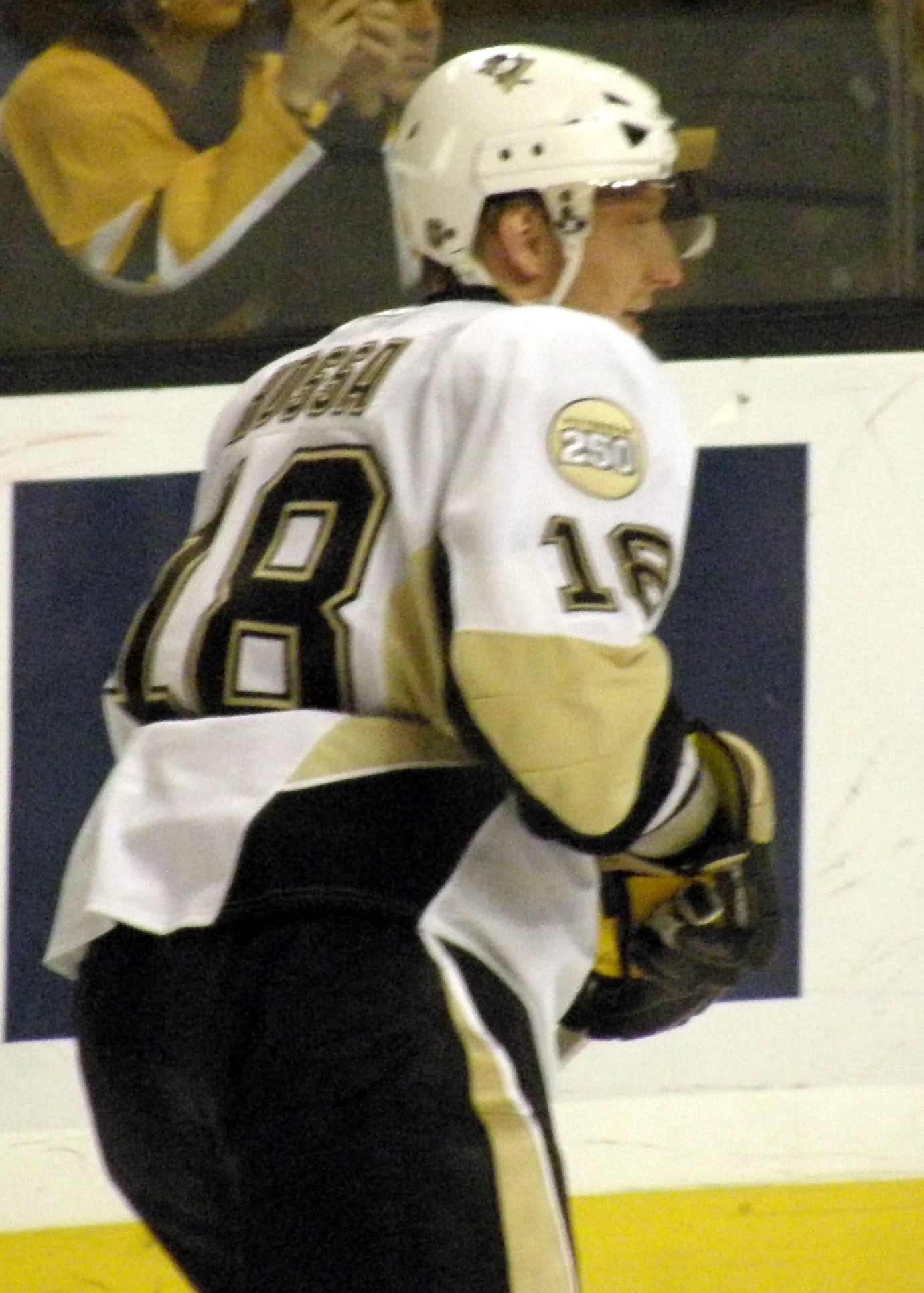
Hossa spielte 2008 drei Monate im Trikot der Pittsburgh Penguins

Im Sommer 2005 kehrte er nach Ottawa zurück, wo er am 23. August als Restricted Free Agent seinen Vertrag um drei Jahre verlängerte, aber noch am selben Tag zusammen mit Greg de Vries zu den Atlanta Thrashers transferiert wurde, die Dany Heatley zu den Senators schickten. In Atlanta spielte er in der Saison 2005/06 zusammen mit Marc Savard und Ilja Kowaltschuk und zu dritt führten sie das Team an. Zwar gehörten sie in den individuellen Wertungen für Punkte, Tore und Assists mit zu den besten Spielern der Saison und Hossa stellte einen neuen persönlichen Rekord mit 92 Scorerpunkten auf, jedoch verpassten die Thrashers die Qualifikation für die Playoffs.
2006/07 spielte er seine persönlich beste Saison und erreichte erstmals die Marke von 100 Punkten, womit er sechstbester Scorer der NHL wurde, nachdem er die Scorerwertung zu Saisonbeginn sogar zeitweise angeführt hatte. Zudem qualifizierten sich die Thrashers erstmals in ihrer Geschichte für die Playoffs. Hossa konnte dort aber nicht an seine Leistung der regulären Saison anknüpfen, bereitete nur ein Tor in vier Spielen vor und die Mannschaft scheiterte ohne einen Sieg bei vier Niederlagen an den New York Rangers.

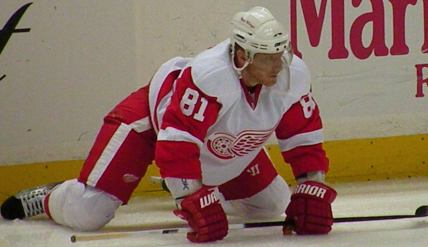
Hossa im Trikot der Detroit Red Wings

In die Saison 2007/08 startete Hossa schwach mit nur drei Toren und drei Assists aus den ersten zwölf Spielen, fand danach aber weitestgehend wieder zur alten Form zurück. Schon während der ersten Hälfte der Saison begann das Management der Thrashers mit den Verhandlungen um eine Verlängerung des zum Saisonende auslaufenden Vertrages, doch als die Gespräche bis zur Trade Deadline am 26. Februar 2008 zu keinem Ergebnis gekommen waren, transferierten sie Hossa zusammen mit Pascal Dupuis zu den Pittsburgh Penguins, die dafür Colby Armstrong, Erik Christensen, Angelo Esposito sowie ein Erstrunden-Wahlrecht im NHL Entry Draft 2008 nach Atlanta schickten. Zwar verletzte sich Hossa bereits bei seinem Debüt für die Penguins, kehrte aber nach zweiwöchiger Pause wieder zurück und war vor allem in den Playoffs einer der wichtigsten Spieler der Mannschaft. Nach Siegen über die Ottawa Senators, New York Rangers und Philadelphia Flyers trafen sie im Stanley-Cup-Finale auf die Detroit Red Wings. In den ersten zwei Spielen gelang es jedoch Hossa und den restlichen Spielern der Penguins nicht ein einziges Tor zu erzielen. In den restlichen vier Spielen der Serie, die Detroit schließlich für sich entscheiden konnte, steuerte Hossa aber noch drei Tore und vier Vorlagen bei. Insgesamt war er am Ende mit zwölf Toren und 14 Assists aus 20 Spielen der drittbeste Scorer der Playoffs.
Nach dem Ende der Saison verhandelten die Penguins zwar mit Hossa über einen neuen Vertrag, doch nachdem keine Einigung erzielt werden konnte, wurde er am 1. Juli 2008 ein Unrestricted Free Agent und mehrere Teams warben um seine Dienste. Schließlich unterschrieb er einen Einjahresvertrag bei den Detroit Red Wings. Bemerkenswert ist dabei, dass er nach der Finalniederlage 2008 mit den Pittsburgh Penguins gegen die Detroit Red Wings 2009 bei der Neuauflage der Vorjahresfinalserie wieder im unterlegenen Team war, diesmal jedoch bei den Red Wings.
Nachdem sein Vertrag im Sommer 2009 ausgelaufen war, unterschrieb er einen Zwölf-Jahresvertrag bei den Chicago Blackhawks. Mit diesen gewann er in der Saison 2009/10 erstmals in seiner Laufbahn den Stanley Cup. Diesen Erfolg konnte Hossa mit den Blackhawks 2013 und 2015 wiederholen, wobei er in der Saison 2014/15 auch seinen 1000. Scorerpunkt in der NHL verbuchte.
Im Juni 2017 gaben die Blackhawks bekannt, dass Hossa bereits seit mehreren Jahren an einer Hauterkrankung leidet und aufgrund dieser bzw. aufgrund der starken Nebenwirkungen seiner Medikamente die Saison 2017/18 komplett aussetzen wird. Mehrere Quellen berichteten übereinstimmend, dass es sich dabei um eine allergische Reaktion auf seine Ausrüstung handeln soll. Eine ähnliche Allergie hatte in den späten 1970er-Jahren bereits den kanadischen Spieler Tom Reid zur vorzeitigen Beendigung seiner Karriere gezwungen. Ob und wann Hossa in den aktiven Profisport zurückkehrt, blieb vorerst ungewiss. Schließlich verkündete Hossa im Mai 2018, dass er seine aktive Karriere aufgrund der Erkrankung nicht fortsetzen wird. Sein Vertrag ist unterdessen noch bis zum Ende der Spielzeit 2020/21 gültig, den die Blackhawks wenig später im Juli 2018 in einem mehrere Spieler umfassenden Transfer an die Arizona Coyotes abgaben.
Im November 2022 sperrten die Chicago Blackhawks seine Trikotnummer 81, sodass diese nicht mehr vergeben wird.

### International
Marian Hossa gab sein Debüt im Trikot der slowakischen Nationalmannschaft 1996 bei der U18-Junioren-Europameisterschaft und stand im Jahr darauf erstmals bei den Senioren auf dem Eis. Sieben Mal spielte er für die Slowakei bei Weltmeisterschaften. 2002 und 2006 trat er bei den Olympischen Winterspielen an und kommt in insgesamt acht olympischen Eishockeypartien auf sechs Tore und sieben Assist. Für die A-Nationalmannschaft hat er seit 1997 59 Länderspiele bestritten und 56 Scorerpunkte erzielt.
Obwohl Hossa bei insgesamt 14 internationalen Turnieren auf dem Eis stand, konnte er nie eine Medaille gewinnen und kam nur einmal über das Viertelfinale hinaus, als er bei der Weltmeisterschaft 2004 mit der Slowakei den vierten Rang belegte.
Zudem vertrat er das Team Europa beim World Cup of Hockey 2016 und belegte dort mit der Mannschaft den zweiten Platz.

## Erfolge und Auszeichnungen
| - 1998 President’s-Cup-Gewinn mit den Portland Winter Hawks - 1998 WHL West First All-Star Team - 1998 CHL First All-Star Team - 1998 Memorial-Cup-Gewinn mit den Portland Winter Hawks - 1998 Memorial Cup All-Star Team - 1998 Jim Piggott Memorial Trophy - 1999 NHL-Rookie des Monats März - 1999 NHL All-Rookie-Team - 2001 Teilnahme am NHL All-Star Game - 2003 Teilnahme am NHL All-Star Game - 2004 Teilnahme am NHL All-Star Game (verletzungsbedingte Absage) - 2006 Zlatý puk | - 2007 Teilnahme am NHL All-Star Game - 2007 Zlatý puk - 2008 Teilnahme am NHL All-Star Game - 2008 Zlatý puk - 2009 NHL Second All-Star Team - 2010 Stanley-Cup-Gewinn mit den Chicago Blackhawks - 2012 Teilnahme am NHL All-Star Game - 2013 Stanley-Cup-Gewinn mit den Chicago Blackhawks - 2015 Stanley-Cup-Gewinn mit den Chicago Blackhawks - 2020 Aufnahme in die Hockey Hall of Fame - 2022 Sperrung der Trikotnummer 81 durch die Chicago Blackhawks |

### International
- 2016 Zweiter Platz beim World Cup of Hockey

## Karrierestatistik

### International
| Vertrat die Slowakei bei: - U18-Junioren-Europameisterschaft 1996 - U20-Junioren-Weltmeisterschaft 1997 - U18-Junioren-Europameisterschaft 1997 - Weltmeisterschaft 1997 - U20-Junioren-Weltmeisterschaft 1998 - Weltmeisterschaft 1999 - Weltmeisterschaft 2001 - Olympischen Winterspielen 2002 - Weltmeisterschaft 2004 | - World Cup of Hockey 2004 - Weltmeisterschaft 2005 - Olympischen Winterspielen 2006 - Weltmeisterschaft 2006 - Weltmeisterschaft 2007 - Olympischen Winterspielen 2010 - Weltmeisterschaft 2011 - Olympischen Winterspielen 2014 | Vertrat Team Europa bei: - World Cup of Hockey 2016 |

(Legende zur Spielerstatistik: Sp oder GP = absolvierte Spiele; T oder G = erzielte Tore; V oder A = erzielte Assists; Pkt oder Pts = erzielte Scorerpunkte; SM oder PIM = erhaltene Strafminuten; +/− = Plus/Minus-Bilanz; PP = erzielte Überzahltore; SH = erzielte Unterzahltore; GW = erzielte Siegtore; 1 Play-downs/Relegation; Kursiv: Statistik nicht vollständig)

## Familie
Marián Hossas jüngerer Bruder, Marcel Hossa, ist ebenfalls ehemaliger Eishockeyspieler. Er wurde im NHL Entry Draft 2000 von den Montréal Canadiens in der ersten Runde an Position 16 ausgewählt und gab 2001 sein NHL-Debüt. Bis 2008 war er für die New York Rangers und Phoenix Coyotes aktiv und bestritt insgesamt 237 NHL-Spiele bei 31 Toren und 30 Vorlagen. Zudem spielte er während des Lockouts in der Saison 2004/05 zusammen mit seinem Bruder bei Mora IK in Schweden. Auch ihr Vater František Hossa war Eishockeyspieler und arbeitet seit seinem Karriereende als Eishockeytrainer.